# Einar Palme

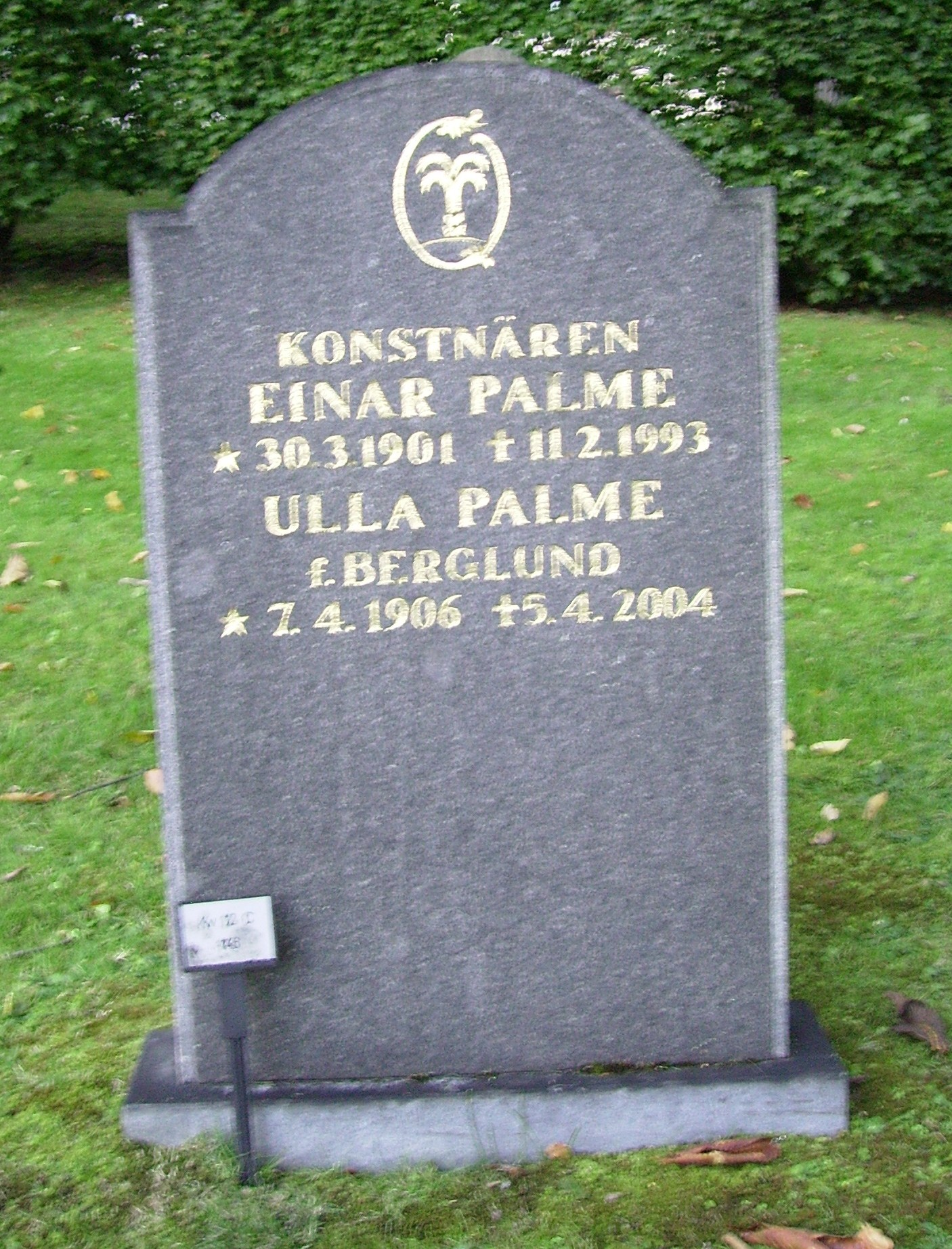
Einar Palmes gravvård på Norra begravningsplatsen i Stockholm.

Einar Knut Gustaf Adolf Palme, född 30 mars 1901 i Höganäs, död 11 februari 1993 i Stockholm, var en svensk målare och tecknare främst känd genom sina porträtt- och landskapsmålningar. Han var kusin till Carl Palme.

## Konstnärskap
Einar Palme studerade arkitektur vid KTH åren 1920–1922, samt måleri för Carl Wilhelmson 1922–1923. Han målade delvis i impressionistisk stil, och hans många målningar från Sandhamn har rönt stor uppskattning.
Palme är representerad på Nationalmuseum, Sjöhistoriska museet, Moderna museet i Stockholm, Norrköpings konstmuseum, Göteborgs universitetsbibliotek, Kalmar konstmuseum, Örebro läns museum , Arkitektur- och designcentrum, Vänermuseet och Brooklyn Museum, med flera.